# Wacław Kawski
Wacław Michał Kawski (ur. 25 września 1920 w Gostyniu, zm. 8 lutego 1979) – polski prawnik, radny we Wrześni, poseł na Sejm PRL VII kadencji (1976–1979).

## Życiorys
W 1948 uzyskał tytuł magistra prawa na Wydziale Prawno-Ekonomicznym Uniwersytetu Poznańskiego. Pracował jako dyrektor Inspektoratu Powszechnego Zakładu Ubezpieczeń we Wrześni. 
W 1949 wstąpił do Stronnictwa Demokratycznego, pełnił obowiązki przewodniczącego Powiatowego Komitetu we Wrześni (po reformie z 1975: Miejskiego Komitetu we Wrześni oraz członka prezydium Wojewódzkiego Komitetu w Poznaniu). W 1961 został wybrany na radnego Powiatowej Rady Narodowej we Wrześni, zasiadał w jej prezydium. W latach 70. sprawował również mandat radnego Miejskiej Rady Narodowej we Wrześni. W 1976 wybrany z okręgu Gniezno do Sejmu PRL VII kadencji, w którym należał do Komisji Komunikacji i Łączności. Zmarł w trakcie kadencji.
Odznaczony Srebrnym i Złotym Krzyżem Zasługi oraz Krzyżem Kawalerskim Orderu Odrodzenia Polski.